# Sant Esteve de la Sarga
Sant Esteve de la Sarga là một đô thị trong tỉnh Lérida, cộng đồng tự trị Cataluña Tây Ban Nha. Đô thị Sant Esteve de la Sarga có diện tích là 92,05 ki-lô-mét vuông, dân số năm 2009 là 144 người với mật độ 1,56 người/km². Đô thị Sant Esteve de la Sarga có cự ly km so với tỉnh lỵ Lérida.